# Карл Паул Ернст фон Бентхайм-Щайнфурт
Карл Паул Ернст фон Бентхайм-Щайнфурт (на немски: Karl Paul Ernst von Bentheim-Steinfurt; * 30 август 1729; † 30 юни 1780) от Бентхайм-Щайнфурт е граф на Щайнфурт (от по-младата линия).

## Биография
Той е син на граф Фридрих Карл фон Бентхайм-Щайнфурт (1703 – 1733) и съпругата му графиня Франциска Шарлота фон Липпе-Детмолд (1704 – 1738), дъщеря на граф Фридрих Адолф фон Липе-Детмолд (1667 – 1718) и графиня Амалия фон Золмс-Хоензолмс (1678 – 1746).
След смъртта на баща му през 1733 г. той е под опекунството с роднината си Стациус Филип фон Бентхайм-Щайнфурт (1668 – 1749). Той се жени и след смъртта на чичо му Стациус Филип през 1749 г. започва управлението през 1750 г.
Карл Паул Ернст живее понякога в Париж, където се запознава с Волтер. Той се интересува от история и събира ценни книги. От 1770 г. графът е член на Курпфалцската академия на науките в Манхайм.
Наследен е от синът му Лудвиг Вилхелм Гелдрикус Ернст фон Бентхайм и Щайнфурт (1756 – 1817).

## Фамилия
Карл Паул Ернст се жени на 30 септември 1748 г. в Зиген за Шарлота София фон Насау-Зиген (* 6 юни 1729, Зиген; † 2 април 1759, Бургщайнфурт), дъщеря на княз Фридрих Вилхелм II фон Насау-Зиген и съпругата му графиня София Поликсена Конкóрдия фон Сайн-Витгенщайн-Хоенщайн. Те имат децата:
- Анна Поликсена (1749 – 1799)
- София Ернестина (1751 – 1752)
- Карл (1753 – 1772)
- Елеонора Августа Амалия София (1754 – 1827), омъжена 1779 за граф Ернст Казимир II фон Изенбург-Бюдинген-Бюдинген (1757 – 1801)
- Августа Луиза Клементина (1755 – 1798), омъжена I. на 29 април 1775 г. в Зиген за граф Фердинанд Казимир II фон Изенбург-Бюдинген-Вехтерсбах (1752 – 1780), II. на 20 февруари 1784 г. във Вехтерсбах за граф Вилхелм Райнхард фон Изенбург-Бюдинген-Вехтерсбах (1719 – 1785)
- Лудвиг Вилхелм Гелдрикус Ернст фон Бентхайм и Щайнфурт (1756 – 1817), женен 1763 за принцеса Юлиана Вилхелмина фон Шлезвиг-Холщайн-Зондербург-Глюксбург (1754 – 1823)
- Каролина Фердинандина Мария Елизабет Магдалена (1759 – 1834)